# Hazar (Turkmenistan)
Hazar (russisch Хазар Chasar; bis 1999 Çeleken, Cheleken, russisch Челекен Tscheleken; persisch چهارکن Chaharken) ist eine Hafenstadt auf der Tscheleken-Halbinsel (russisch Челекен полуостров Tscheleken poluostrow) im Kaspischen Meer und gehört zur Region Balkan welaýaty im Westen von Turkmenistan. Sie hatte 1989 etwa 13.900 Einwohner.

## Geographie
Der Ort liegt am Westufer der Tscheleken-Halbinsel, zusammen mit den Orten Koschkin und Tscheleken (Çeleken). In der Nähe erheben sich Klippen bis auf 25 m Höhe. Nach Osten zieht sich ein Höhenzug (Kur-Tepe), der bei Gory Chokhrak (⊙) eine Höhe von circa 77 m erreicht.
Eine Straße verbindet die Orte mit Goturdepe und Mollagara auf dem Festland im Osten.

## Geschichte
Im 10. Jahrhundert plünderten turkmenische Piraten an der Sīāhkūh-Halbinsel (Mangischlak) gestrandete Schiffe. Ihre Hochphase erlebte die Piraterie im 18. Jahrhundert. Ihre Hauptstützpunkte lagen an den felsigen Küsten um die Balkan-Bucht (Krasnowodsk), am Kap Tscheleken und auf den benachbarten Inseln (Ostrow Osuschnoy, Ostrow Schinkorenko – Dargān-Inseln, Ogūrtjoy/Ogurchinskiĭ-Inseln). Gewöhnlich fuhren etwa die Hälfte der Schiffe entlang der Küsten von Gīlān, Māzandarān und Gorgān von Persien, während die andere Hälfte in den Häfen blieb, um sich gegen Vergeltungsaktionen der Persier zu verteidigen. Verschiedene Expeditionen des Perserkönigs Nader Shah an die turkmenische Küste, inklusive des Baus einer Festung in der Balḵān-Bucht zeigten dabei wenig Linderung.

## Erdöl
Ort und Umgebung sind reich an Erdöl-Vorkommen. Schon der griechische Geschichtsschreiber Strabon schrieb: „Man sagt, Ausgräber hätten Ölquellen in der Nähe des Och-Flusses geöffnet. In der Tat, wenn ein Land alkalische, asphalthaltige, schweflige Wasser aufweist, dann ist es sehr wahrscheinlich, dass es Ölquellen gibt. Nur ihre Seltenheit macht diese Tatsache geheimnisvoll.“ 1743 vermerkte ein Captain Woodruff von einer britischen Handelskompagnie, dass 36 Ogurdjali-Familien auf der Insel lebten. Sie hatten 26 große Boote und kontrollierten mehrere Ölquellen.
Vor 1917 beteiligten sich die Moskau-Gesellschaft, die Cheleken-Dagestan-Gesellschaft, Kuzmin & Co, Bostondjoglo, South Caucasian Mining Society und Second Moscow Group an der Erschließung der Ölquellen. 1925, nach der Gründung der Turkmenischen Sozialistischen Sowjetrepublik, wurden die Quellen verstaatlicht und die Ölproduktion sank. Erst ab den späten 1950ern steigerte sich die Ölproduktion wieder.